# Berätta inte för någon
Berätta inte för någon är en fransk thrillerfilm från 2006 regisserad av Guillaume Canet. Filmen är baserad på romanen Tell No One av Harlan Coben. 

## Handling
Alexandre Beck sörjer sin fru Margot som fallit offer för en seriemördare. Åtta år senare hittas två lik begravna och Alexandre blir misstänkt för morden. Samtidigt får han indikationer på att Margot fortfarande lever.

## Om filmen
Filmen hade premiär i Paris den 30 oktober 2006. Den visades under den franska filmfestivalen på biograf Sture i Stockholm den 26 maj 2007. Svensk premiär den 24 augusti 2007.